# ۱لایف هلتکر
۱لایف هلتکر (انگلیسی: 1Life Healthcare) شرکت فناوری سلامت آمریکایی است، که در سال ۲۰۰۷ تأسیس شد.